# گرین‌ویل (فلوریدا)
گرین‌ویل (به انگلیسی: Greenville) شهرکی در شهرستان مدیسون ایالت فلوریدا است که در سال ۱۹۰۷ بنیان‌گذاری شده‌است. این شهرک طبق سرشماری سال ۲۰۱۰ میلادی، ۸۴۳ نفر جمعیت داشته و مساحت آن نیز ۳٫۴ کیلومتر مربع است.